# Гушоянка
Гушоянка (рум. Gușoianca) — село у повіті Вилча в Румунії. Входить до складу комуни Гушоєнь.
Село розташоване на відстані 160 км на захід від Бухареста, 43 км на південний захід від Римніку-Вилчі, 53 км на північний схід від Крайови.

## Населення
За даними перепису населення 2002 року у селі проживали 342 особи. Усі жителі села рідною мовою назвали румунську.
Національний склад населення села:
| Національність | Кількість осіб | Відсоток |
| -------------- | -------------- | -------- |
| румуни         | 337            | 98,5%    |
| цигани         | 5              | 1,5%     |